# Una Chin-Riley
Una Chin-Riley, coneguda comunament i originalment com a Número U, és un personatge de ficció de la franquícia de ciència-ficció Star Trek. És la segona al comandament de Christopher Pike durant la seva capitania de la nau estel·lar Enterprise.
Va aparèixer per primera vegada, interpretada per Majel Barrett a "La gàbia", l'episodi pilot inicial de 1965 de la sèrie original. El pilot va ser rebutjat i la majoria dels seus personatges, inclòs Número U, van ser omesos del segon pilot i de la sèrie posterior (la relació entre Spock i Kirk emularia la de Número U i Pike). El metratge de "La gàbia" amb el personatge es van reutilitzar a la història en dues parts "El zoo" el 1966, establint Pike i Número U com a membres d'una tripulació anterior de l' "Enterprise" i part del cànon de "Star Trek"; La mateixa Barrett, que es convertiria en l'esposa del creador de "Star Trek", Gene Roddenberry, interpretaria diversos personatges no relacionats a la franquícia des del 1966 fins al 2009, com ara la infermera Christine Chapel a la sèrie original, Lwaxana Troi a Star Trek: La nova generació i la veu de l'ordinador Enterprise per a ambdues sèries.
El 2019, la segona temporada de "Star Trek: Discovery", ambientada durant el mandat de Pike com a capità de l'Enterprise, va incloure la primera aparició en pantalla de Número U en 53 anys, ara interpretada per Rebecca Romijn. Romijn va repetir el seu paper en dos episodis de Star Trek: Short Treks el mateix any, i, a partir del 2022, com a protagonista de la sèrie Star Trek: Strange New Worlds, que se centra en les aventures de la tripulació de Pike.

## Aparicions

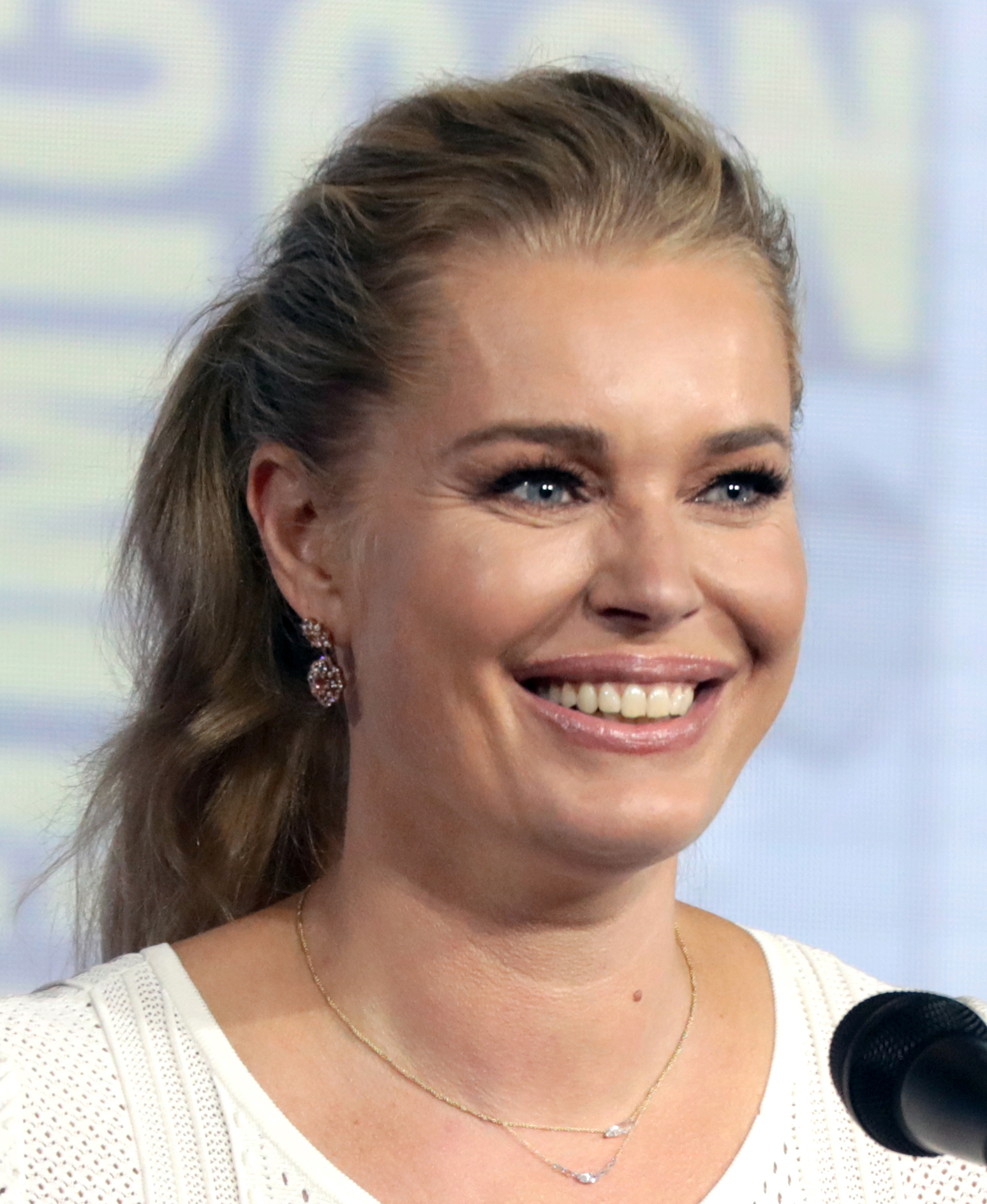
Rebecca Romijn interpreta Número U/Una Chin-Riley a Star Trek: Discovery i Star Trek: Strange New Worlds

El personatge va debutar a "El zoo" el 1966, i també a "La gàbia", que no es va emetre fins al 1988. El personatge no va tornar a ser vist a la sèrie d'imatge real de Star Trek fins al 2019, quan va ser convertida en un personatge recurrent a la segona temporada de la sèrie web de CBS All Access Star Trek: Discovery.
La seva biografia oficial assenyala que se sent secretament atreta per Pike.
Número U apareix en tres episodis de la segona temporada de Star Trek: Discovery, començant per l'episodi "An Obol for Charon", on visita Pike a l'USS Discovery. Informa Pike sobre les reparacions que s'estan fent a lEnterprise i també li proporciona informació sobre el parador del tinent Spock. Es diu que Número U és una persona molt enginyosa (Pike assenyala irònicament que "la gent tendeix a acabar devent-li favors") i té predilecció pel menjar picant: a l'escena del menjador amb Pike, demana una hamburguesa amb formatge i xili habanero.
El final de la segona temporada de Discovery, "Such Sweet Sorrow", revela que el nom de pila del personatge és Una, mentre que el tercer episodi de Strange New Worlds, "Ghosts of Illyria", dóna el nom complet del personatge com a "Una Chin-Riley", i revela que és il·lírica en lloc d'humana. Una és un nom irlandès, potser derivat d'una paraula que significa "xai"; la paraula una també significa "un" en llatí i "primer" en tagal.
Número U apareix en dues entregues de la sèrie de curtmetratges Star Trek: Short Treks.

## Controvèrsia
Durant el desenvolupament del primer pilot de Star Trek: La sèrie original ("La gàbia"), Roddenberry va escriure el paper de Número u específicament per a Barrett. Els executius de la NBC es van mostrar reticents a acceptar una actriu gairebé desconeguda. Roddenberry va veure altres actrius per al paper, però no es va considerar ningú més.
Segons Gene Roddenberry i Stephen Whitfield, la prominència d'una dona entre la tripulació d'una nau estel·lar va ser una de les raons per les quals el pilot original de "Star Trek" va ser rebutjat per la NBC, que, a més de qualificar el pilot de "massa cerebral", va considerar que l'alienígena Spock i una oficial superior serien rebutjats pel públic. Roddenberry va relatar la història de com les dones de l'època també tenien dificultats per acceptar-la. El productor executiu Herb Solow va intentar convèncer els executius de la NBC que una cara nova aportaria credibilitat al paper, però eren conscients que era la xicota de Roddenberry. Malgrat això, van acceptar el seu càsting, no volien molestar Roddenberry en aquest punt de la producció. Després que el pilot fos rebutjat, es va produir un segon pilot. Tot i que generalment s'explicava que a la cadena no li agradava un personatge femení com a segona al comandament de l'«Enterprise», Solow tenia una opinió diferent dels esdeveniments; va explicar: «a ningú li agradava la seva actuació... era una dona bonica, però la realitat era que no podia actuar»." Al seu llibre Inside Star Trek: The Real Story, Solow suggereix que la cadena no va tenir cap problema amb el personatge, però es va enfurismar quan una actriu relativament desconeguda va ser escollida simplement perquè tenia una aventura amb Roddenberry. A causa de la rara comanda d'un segon pilot per part de la NBC, Roddenberry va fer un compromís eliminant Número U, però aspectes del seu personatge —específicament, el seu comportament tranquil i la seva naturalesa lògica— es van fusionar amb Spock (que apareix a "La gàbia") durant la transmissió regular de la sèrie.

## Influència
A la sèrie Star Trek: La nova generació, el Comandant William Riker sol ser anomenat (i informalment) "Número U" pel Capità Picard, a causa del seu càrrec com a primer oficial a l'USS Enterprise. A la sèrie Star Trek: Discovery, ambientada el 2256 (dos anys després dels esdeveniments de "La gàbia"), la femenina Comandant Michael Burnham és coneguda com a "Número U" per la capitana Georgiou, a causa del seu càrrec com a primer oficial a l'USS Shenzhou. El creador de la sèrie Bryan Fuller originalment només tenia la intenció de referir-se al personatge com a Número U, en honor del personatge de Majel Barrett, però el nom Burnham es va revelar durant el primer episodi. A Star Trek: Picard, l'almirall retirat Picard té un pit bull anomenat "Número U".
Número U va ser anomenat per primera vegada com a "Una" a la trilogia de novel·les no canònica del 2016 Star Trek: Legacies, que va ser publicada per Pocket Books per commemorar el 50è aniversari de la sèrie original. Els autors Greg Cox, David Mack, Dayton Ward i Kevin Dilmore li van donar un nom de pila perquè tenia un paper central a les novel·les. Diverses fonts han suggerit que això es va fer en honor de la també autora de "Star Trek", Una McCormack. El nom «Una» es va convertir en canònic amb el seu ús al final de la segona temporada de Star Trek: Discovery.

## Recepció
El paper de Barrett com a Número U al primer pilot va portar a ser escollida com a infermera Chapel a la sèrie de televisió original «Star Trek». Gran part del metratge pilot de "La gàbia", incloent-hi escenes amb Barrett com a Número U, es va incorporar a l'episodi de 1966 "El zoo". El 2017, Space.com va classificar "El zoo" com el tercer millor episodi de tota la televisió de Star Trek. "La gàbia" es va subministrar a la NBC el 1965, però no es va estrenar en VHS fins al 1986, i no es va emetre fins al 1988. En conseqüència, "El zoo" va ser la primera emissió pública d'aquest personatge a la televisió. El 2016, la revista Wired va classificar el número u com el 57è personatge més important de la Flota Estel·lar dins de l'univers de ciència-ficció Star Trek, de 100 personatges.
El 2017, CBR va classificar Número U com el novè personatge femení "més ferotge" de l'univers Star Trek.
El 2018, l'actriu Rebecca Romijn va ser escollida com el personatge Número U per a la Star Trek: Discovery temporada 2, i va dir que estava "honrada d'interpretar un personatge tan icònic". L'actuació de Romijn va ser rebuda positivament.Els productors van anunciar plans per tornar a portar Romijn com a Número U durant dos episodis Star Trek: Short Treks i posteriorment com a personatge principal a Star Trek: Strange New Worlds.